# Havsåterförvildning
Havsåterförvildning är ett område av miljövårdsaktiviteter som fokuserar på återförvildning, återställande av havets liv till dess naturliga tillstånd. Återförvildning av marina och kustnära ekosystem är ett potentiellt sätt att mildra klimatförändringar och kolbindning. Det finns en rad organisationer och internationella projekt vars arbete är att finna lösningar för att motverka klimatförändringar. Projekt som fokuserar på att återförvilda havet är mindre än de projekt som fokuserar på återförvildning av land. Havet beskrivs idag vara i en kris på grund av den blåa ekonomin, och internationella naturvårdsorganisationer som Världsnaturfonden arbetar därmed med det som de kallar för en "hållbar blå ekonomi."

## Marin skog
Marina skogar är viktiga livsmiljöer som har försvunnit med tiden i kustvatten.

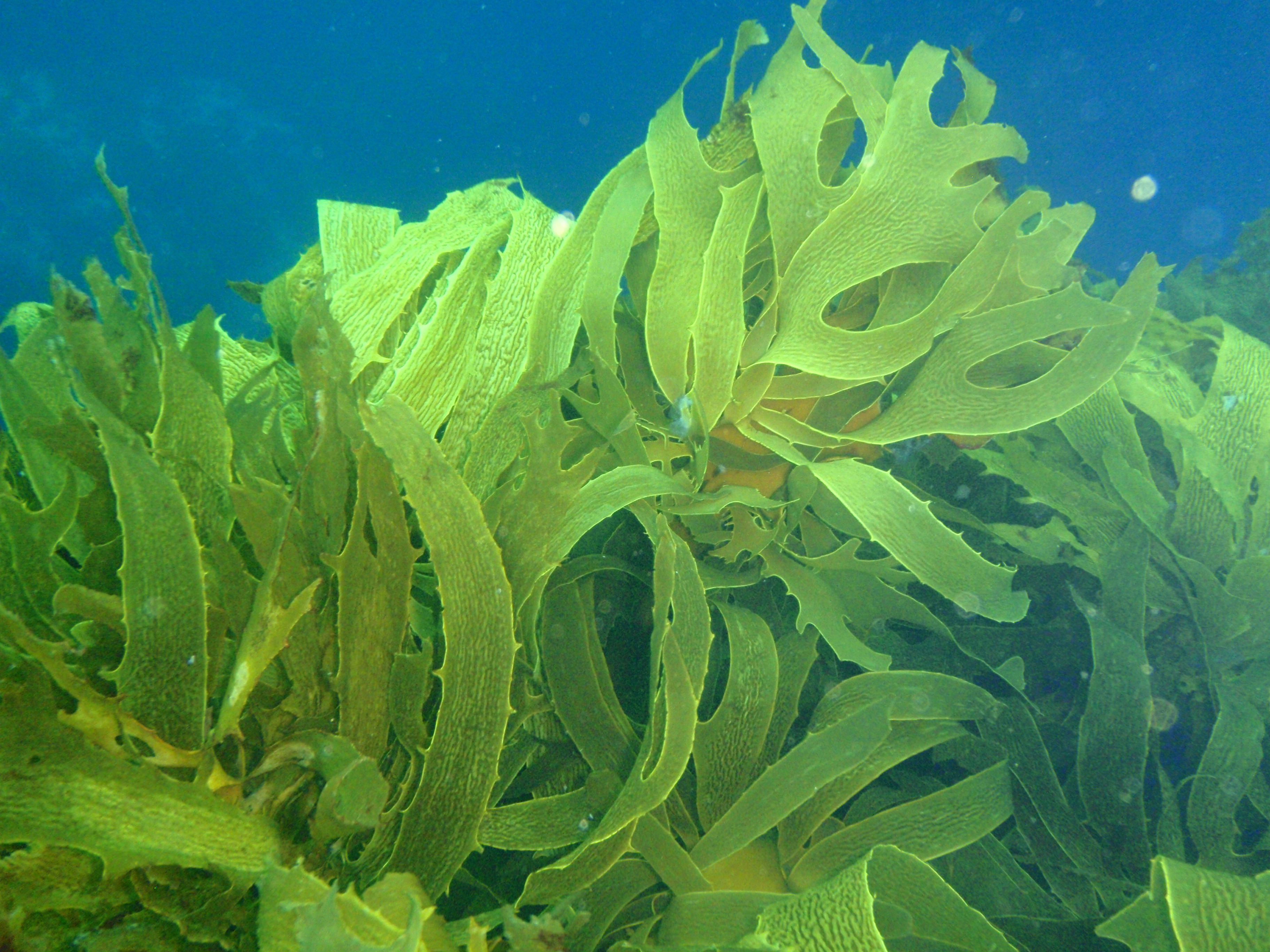
Kelpskog

Det kan krävas storskaliga projekt för att stoppa förlusten av dessa värdefulla ekosystem. Restaurering av exempelvis kelpskog har haft begränsad framgång och varit dyr och oförmögen att hantera den ökande omfattningen av ekosystemförändringar. Kelpskog ger ett habitat för fiskar och skyddar kustlinjer från erosion samt fångar in koldioxid från havet. Kelp fångar in stora mängder kol.

## Sjögräs
Sjögräsängar lagrar koldioxid. Mer än 90 procent av Storbritanniens historiska sjögräsängar har gått förlorade. Återställande av ängar kan kompensera för koldioxidutsläpp och ge livsmiljöer för många olika fisk- och skaldjursarter. Forskning om sjögräs som täcker ca. 1 % av havsbotten beskriver att sjögräset kan stå för ungefär 10–18 % av kollagringen i havet. Sjögräsängarna har minskat sedan 1930-talet i en rasande takt.

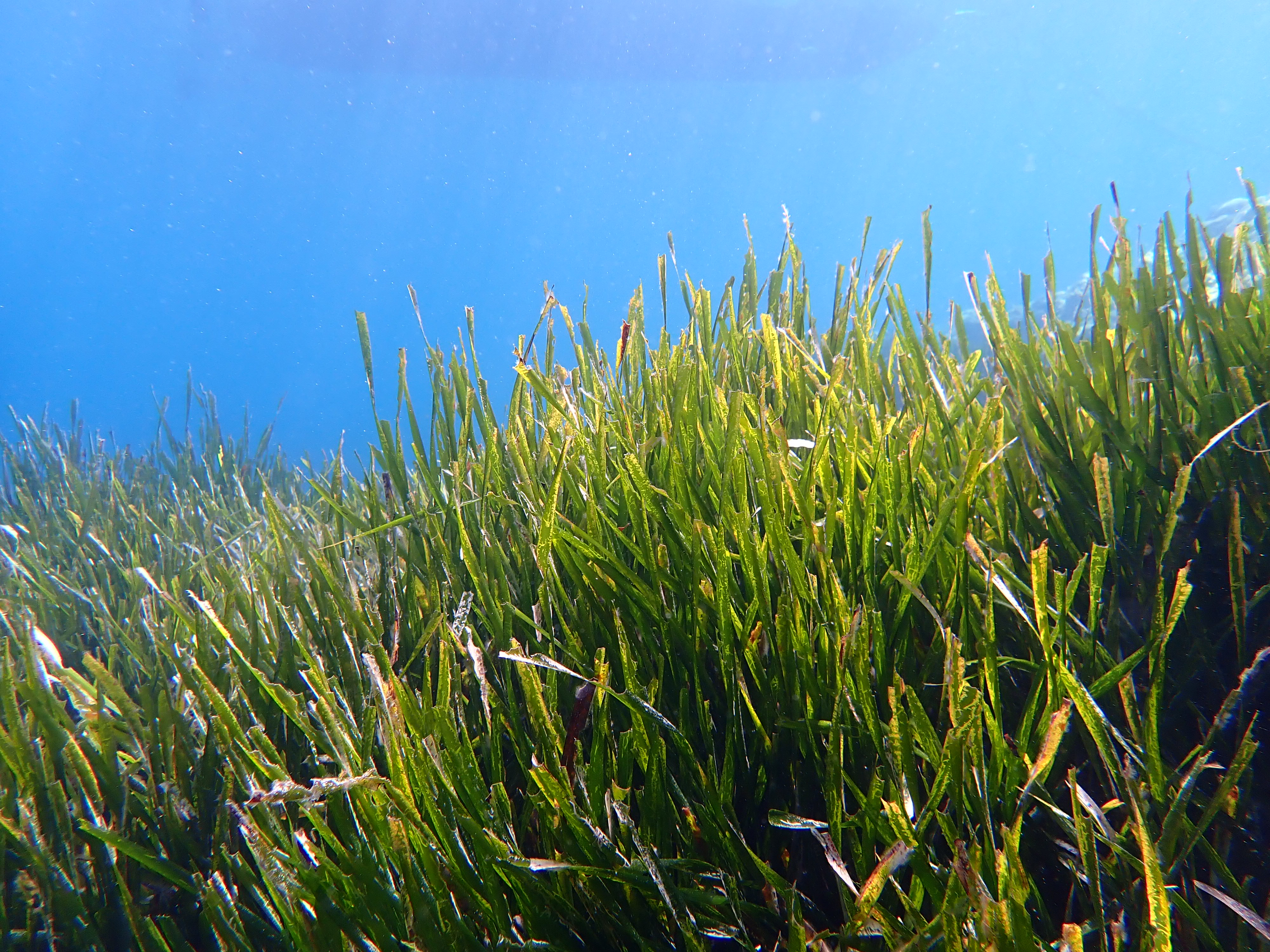
Sjögräs.

Sjögräsängar har på grund av dess sällsynta status betecknats som en prioriterad livsmiljö av bevarandevikt. I USA har ett projekt vid Chesapeake Bay beskrivits som ett lyckat projekt.

## Marint skyddsområde
Marina skyddsområden är områden som skyddas från viss verksamhet. Dessa områden skyddas och bevaras från störningar till det marina livet. Dessa störningar kan till exempel vara överfiske, havsföroreningar med mera.
I Sverige finns marina naturreservat som omfattar både hav, stränder och öar. Förutom dessa naturreservat finns också fler områden som skyddar marina miljöer som till exempel Natura 2000-områden, biotopskyddsområde samt biosfärområden.

## Koldioxidinfångning
Återförvildning av havet beskrivs som "det nya sättet att fånga in kol".